# Yoshirō Abe
Yoshirō Abe (japanisch 阿部 吉朗 Abe Yoshirō; * 5. Juli 1980 in der Präfektur Ehime) ist ein ehemaliger japanischer Fußballspieler.

## Karriere
Abe erlernte das Fußballspielen in der Schulmannschaft der Joso Gakuin High School und der Universitätsmannschaft der Ryūtsū-Keizai-Universität. Seinen ersten Vertrag unterschrieb er 2002 bei den FC Tokyo. Der Verein spielte in der höchsten Liga des Landes, der J1 League. 2004 gewann er mit dem Verein den J.League Cup. Für den Verein absolvierte er 55 Erstligaspiele. 2005 wurde er an den Ligakonkurrenten Ōita Trinita ausgeliehen. Für den Verein absolvierte er 15 Erstligaspiele. Im August 2005 kehrte er zu FC Tokyo zurück. Für den Verein absolvierte er 27 Erstligaspiele. 2007 wechselte er zum Ligakonkurrenten Kashiwa Reysol. Für den Verein absolvierte er acht Erstligaspiele. 2008 wechselte er zum Zweitligisten Shonan Bellmare. Am Ende der Saison 2009 stieg der Verein in die J1 League auf. Für den Verein absolvierte er 108 Ligaspiele. 2011 wechselte er zum Ligakonkurrenten Ventforet Kofu. Für den Verein absolvierte er 24 Erstligaspiele. 2012 wechselte er zum Ligakonkurrenten Júbilo Iwata. Am Ende der Saison 2013 stieg der Verein in die J2 League ab. Für den Verein absolvierte er 47 Ligaspiele. 2015 wechselte er zum Erstligisten Matsumoto Yamaga FC. Für den Verein absolvierte er 24 Erstligaspiele. Ende 2015 beendete er seine Karriere als Fußballspieler.

## Erfolge
FC Tokyo
- J.League Cup

Sieger: 2004